# Forgetting Sarah Marshall
Forgetting Sarah Marshall is een romantische filmkomedie uit 2008 onder regie van Nicholas Stoller. De film werd geproduceerd door Judd Apatow. Ze won een Golden Trailer Award en werd genomineerd voor vijf Teen Choice Awards.
Forgetting Sarah Marshall werd in Nederland op 3 juli 2008 uitgebracht in de bioscoopzalen. Bijrolpersonage Aldous Snow (Russell Brand) verscheen in 2010 opnieuw in de film Get Him to the Greek, maar ditmaal als hoofdpersonage. Titelpersonage Sarah Marshall duikt in die film op in een cameo.

## Verhaal
Peter Bretter (Jason Segel) is een componist in zijn twintiger jaren. Hij heeft sinds vijf jaar een relatie met televisieactrice Sarah Marshall (Kristen Bell), voor wier serie hij de muziek maakt. Terwijl zij rijkdom en roem vergaart met een hoofdrol in de populaire maar oppervlakkige serie Crime Scene: Scene of the Crime, schrijft Bretter met name thuis het scenario voor een musicalversie van Dracula.
Zijn leven krijgt een grote ommekeer wanneer zij hem dumpt voor de aanbeden alternatieve rockzanger Aldous Snow (Russell Brand). Hij kan maar moeilijk over haar heen komen en heeft meerdere avontuurtjes om te proberen zo zijn verdriet te verwerken. Hij realiseert zich echter al snel dat hij niet het type is dat de liefde bedrijft met vrouwen die hij nauwelijks kent. Zijn stiefbroer Brian (Bill Hader) raadt hem aan ergens naartoe te gaan waar hij afleiding zal vinden. Om die reden vertrekt Peter naar een vakantieoord in Hawaï.
Eenmaal gearriveerd blijkt Marshall daar ook te zijn met haar nieuwe vriend. Hotelreceptioniste Rachel Jansen (Mila Kunis) krijgt medelijden met hem en biedt hem een slaapplaats aan in een luxe hotelsuite die hij normaal niet zou kunnen betalen, waar alle normale kamers eerder al geboekt bleken. Wanneer Marshall lucht krijgt van de aanwezigheid van Peter, denkt ze dat hij haar stalkt. Snow vindt hem echter een aardige gozer en nodigt hem vele keren uit om iets leuks met ze te doen. Omdat ze allebei bang zijn onbeleefd te zijn, trekken Bretter en Marshall vrijwel de gehele vakantie onbedoeld met elkaar op.
Ondertussen probeert Bretter nog steeds over haar heen te komen en begint steeds meer met Jansen om te gaan. Deze heeft een heel andere, veel vrijblijvender levensstijl dan hij gewend is. Haar motto is om vooral te doen wat iemand zelf fijn vindt ongeacht wat, terwijl Bretter de voorbije vijf jaar met name bezig is geweest de relatie met en voor Marshall prettig te maken en houden. Jansen en Bretter groeien gaandeweg naar elkaar toe en krijgen romantische gevoelens voor elkaar. Marshall en Snow beginnen elkaar binnen een week in elkaars nabijheid daarentegen behoorlijk zat te worden. Snow vertrekt daarop, zodat Marshall het probeert bij te leggen met Bretter. Deze komt zo voor een dilemma te staan, want Marshall biedt zichzelf uiterst gewillig aan. Hij realiseert zich echter vrijwel onmiddellijk dat ze niet de ware is voor hem en dumpt haar.
Bretter stapt hierna af op Jansen en vertelt haar de waarheid over wat er tussen hem en Marshall gedurende vijftien seconden is voorgevallen. Ze stuurt hem kwaad weg en wil niets meer met hem te maken hebben. Eenzaam keert Bretter terug naar zijn thuis en voltooit zijn rockopera Dracula, waar Jansen hem in gelukkiger tijden toe aanspoorde. Met een beetje overredingskracht van Bretters opgedane Hawaïaanse vrienden bedenkt Jansen zich later niettemin dat ze toch gek is op Bretter en bezoekt ze de première van Dracula. Daar ziet hij haar in het publiek zitten.

## Rolverdeling
| Acteur          | Personage                        |
| --------------- | -------------------------------- |
| Jason Segel     | Peter Bretter                    |
| Kristen Bell    | Sarah Marshall                   |
| Mila Kunis      | Rachel Jansen                    |
| Russell Brand   | Aldous Snow                      |
| Bill Hader      | Brian Bretter                    |
| Liz Cackowski   | Liz Bretter                      |
| Maria Thayer    | Wyoma                            |
| Jack McBrayer   | Darald                           |
| Jonah Hill      | Matthew                          |
| Paul Rudd       | Chuck                            |
| Jason Bateman   | Animal Instincts detective       |
| William Baldwin | Zichzelf / Detective Hunter Rush |

## Trivia
- De foto waarop actrice Kunis naakt te zien is in de film, is niet echt volgens regisseur Stoller.
- Tijdens het etentje waarbij Bretter, Jansen, Snow en Marshall samen aan tafel zitten, maken Bretter en Snow een horrorfilm belachelijk waarin het personage Marshall (Kristen Bell) onlangs gespeeld zou hebben. De film die ze beschrijven, vertoont grote overeenkomsten met Pulse, waarin actrice Bell daadwerkelijk speelt.
- Wanneer barkeeper Dwayne (Davon McDonald) door Bretter wordt uitgedaagd de staatvis van Hawaï te noemen, zegt hij humuhumunukunukuapua'a, wat daadwerkelijk klopt.

## Ontvangst
In het weekeinde dat de film in de Verenigde Staten en Canada in première ging, bracht de film circa $17.700.000 in 2.798 bioscopen op. Hiermee stond het op de tweede plaats in de ranglijsten, net achter The Forbidden Kingdom met $20.900.000. Op 9 juli 2008 werd vastgesteld dat de film wereldwijd $100.300.000 heeft opgebracht, waarvan $62.900.000 in Noord-Amerika.
De film werd in de Verenigde Staten voornamelijk positief ontvangen. The New York Times gaf alle lof aan Segel, maar vermeldde dat niet alle verhaallijnen even interessant zijn. Ook de Variety gaf alle lof aan Segel en schreef daarnaast dat Kunis de aandacht wist te houden en ook Bell haar rol goed neerzette. De criticus van de Chicago Tribune noemde het een film die de hele dag door herkeken kan worden en gaf het vier en een half uit vijf sterren. Het dagblad San Francisco Chronicle plaatste dat het een romantische komedie speciaal voor mannen is.
Forgetting Sarah Marshall werd in Nederland in 33 bioscoopzalen uitgebracht en kreeg wederom positieve reacties. Het filmblad Filmvalley gaf de film in juli 2008 een 7,2/10 en noemde het een 'sympathieke, goed gespeelde en op mooie locaties gefilmde romkom die nooit al te voorspelbaar wordt'. Bij de recensie voor de dvd-uitgave in november 2008 werd de beoordeling verhoogd naar een 7,3/10 met als toelichting dat het een 'romantische komedie met smaak' is. De filmgeoriënteerde website cinema.nl schreef positief over Segel en gaf de film 3 uit 5 sterren. De actuele nieuwswebsite NU.nl noemde het een 'grappige tragikomedie' en gaf de film een beoordeling van 4 uit 5 sterren. Het Parool sprak echter minder lovend over de film en meldde dat de film niet grappig is.

## Filmmuziek
1. "Love You Madly" – Cake
2. "We've Got to Do Something" – Infant Sorrow
3. "You Can't Break A Heart and Have It" – Black Francis
4. "Get Me Away From Here, I'm Dying" – Belle & Sebastian
5. "More Than Words" – Aloha Sex Juice
6. "Dracula's Lament" – Jason Segel
7. "Inside of You" – Infant Sorrow
8. "Fucking Boyfriend" – The Bird and the Bee
9. "Intensified" – Desmond Dekker
10. "Nothing Compares 2 U" – The Coconutz
11. "Baby" – Os Mutantes
12. "These Boots Are Made for Walkin'" – The Coconutz
13. "A Taste for Love" – Forgetting Sarah Marshall
14. "Secret Sun" – Jesse Harris
15. "Everybody Hurts" – The Coconutz
16. "Animal instincts" – The Transcenders featuring J7 D'Star